# (3262) Miune
(3262) Miune (1983 WB) – planetoida z pasa głównego asteroid okrążająca Słońce w ciągu 5,23 lat w średniej odległości 3,01 j.a. Odkryta 28 listopada 1983 roku.